# La Chapelle-au-Mans
La Chapelle-au-Mans è un comune francese di 272 abitanti situato nel dipartimento della Saona e Loira nella regione della Borgogna-Franca Contea.

## Società

### Evoluzione demografica
Abitanti censiti